# Homem doente da Europa

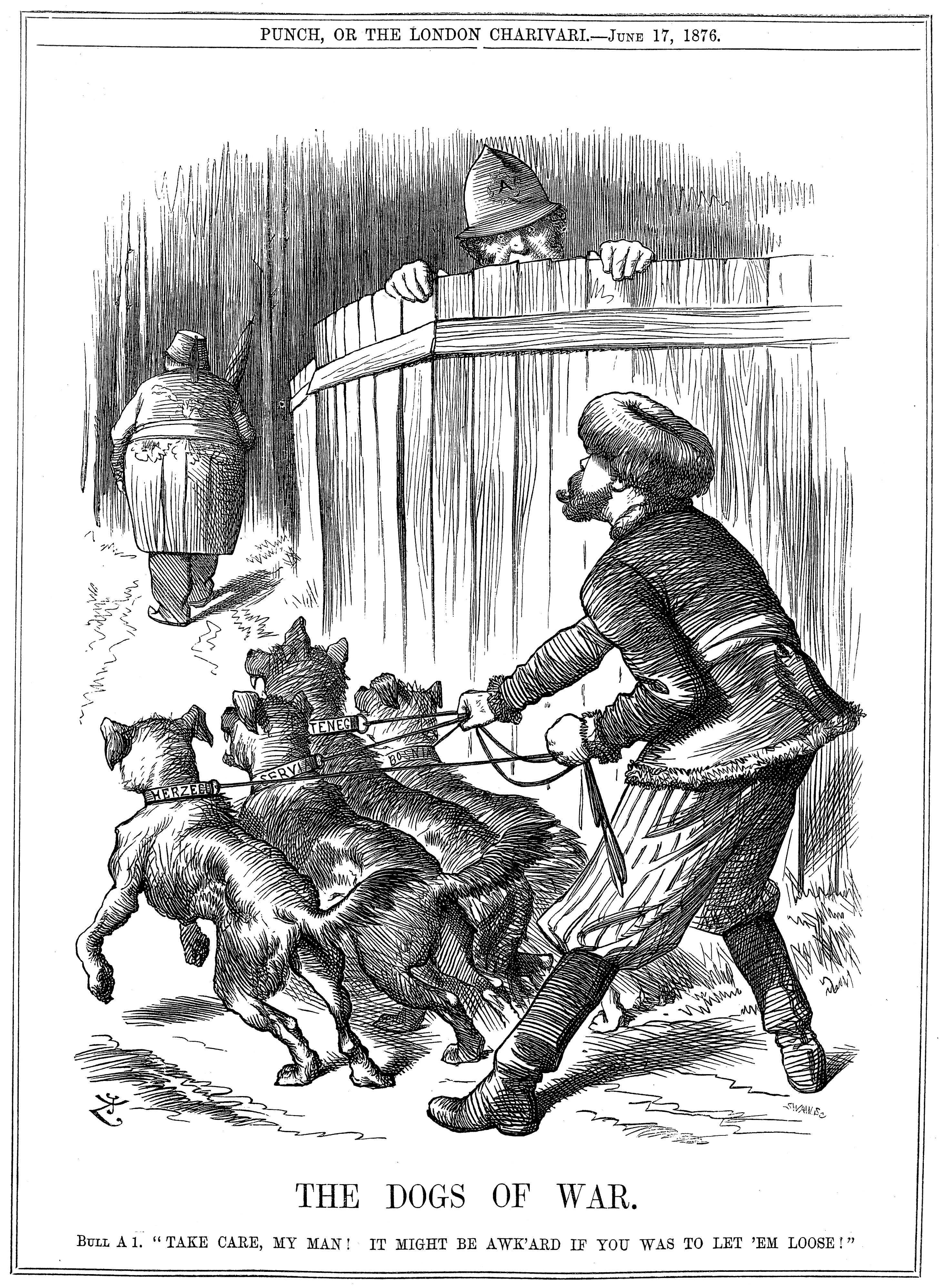
Os cães da guerra, caricatura de 11 de junho de 1876 na revista Punch, representando a Rússia atacando os otomanos de trás de quatro cães que representam as nações balcânicas. Enquanto o Reino Unido, escondido atrás de uma cerca, recomenda à Rússia que tenha cuidado.

A expressão "(homem) doente da Europa" é um título atribuído a uma nação europeia que esteja a atravessar dificuldades socioeconómicas, tendo sido usada em diferentes situações e para se referir a diversos países ao longo dos anos.
Terá sido utilizada pela primeira vez pelo czar Nicolau I da Rússia, em meados do século XIX, para se referir à situação decadente vivida pelo Império Otomano, que, depois de séculos de prosperidade, enfrentava então tensões nacionalistas por todo o território e um processo de elevada desindustrialização.
Com apenas algum uso esporádico no começo do século XX, o uso da expressão voltou à boca do público na segunda metade do século XX. Nos anos 60 e 70, o doente da Europa por excelência era o Reino Unido, que, devido à insistência em manter-se afastado da Comunidade Europeia do Carvão e do Aço e da CEE, estava a ficar para trás em relação às outras potências europeias. Já nos anos 90, o "doente da Europa" passava a ser frequentemente a Alemanha, com os problemas inerentes à reunificação e o impacto da crise asiática sobre as suas exportações. Até Portugal chegou a receber este ignóbil título, devido à severidade da situação económica durante a Crise financeira de 2007–2008.